# كوميك كون تونس
كوميك كون تونس  (بالإنجليزية: Comic Con Tunisia)‏ هو مؤتمر سنوي متعدد الأنواع يقام في قصر المعارض بالكرم في تونس العاصمة منذ 2016. يهتم المؤتمر بالثقافة الشعبية وكوزبلاي وأفلام الكرتون والقصص المصورة وألعاب الفيديو والفنون الرقمية والمانغا.

## النسخ
| النسخة | التاريخ           | المكان                           | المشاركين | الحضور | الضيوف الرسميين                                                                                       | رئيس(ة) لجنة التنظيم | المصادر |
| ------ | ----------------- | -------------------------------- | --------- | ------ | --- | -------------------- | ------- |
| 1      | 2 - 4 سبتمبر 2016 | قصر المعارض بالكرم، تونس العاصمة | 500       | ؟      | طارق العربي طرقان، Simon Wilkie، Jad'den & Taldeer، Lynn Jisr، Aiwei Su، Aleissia Laidacker، وائل سعد | مريم الوسلاتي        | [ 1 ]   |
| 2      | 1 - 3 سبتمبر 2017 | قصر المعارض بالكرم، تونس العاصمة |           |        | |                      |         |

## مقالات ذات صلة
- سان دييغو كومك كون إنترناشونال